# 1B busz (Salgótarján)
A salgótarjáni 1B jelzésű autóbuszok a Helyi Autóbusz-állomás és a Salgói kapu között közlekedtek. A Salgótarjáni Acélgyár kiszolgálójárata volt, főleg munkásokat szállított és legtöbbször műszakváltásokkor indult.
A járat a 2005. január 1-jén bevezetett menetrendben még szerepelt.